# USS Allthorn
USS Allthorn je ime več plovil Vojne mornarice ZDA:
- USS Allthorn (YN-94)
- USS Allthorn (AN-70)